# Lüneburg-Kreideberg
Kreideberg ist ein Stadtteil von Lüneburg und grenzt im Osten an den Stadtteil Goseburg-Zeltberg, im Süden an die Altstadt, im Westen an die Weststadt und im Nordwesten an den Ortsteil Ochtmissen.

## Geschichte

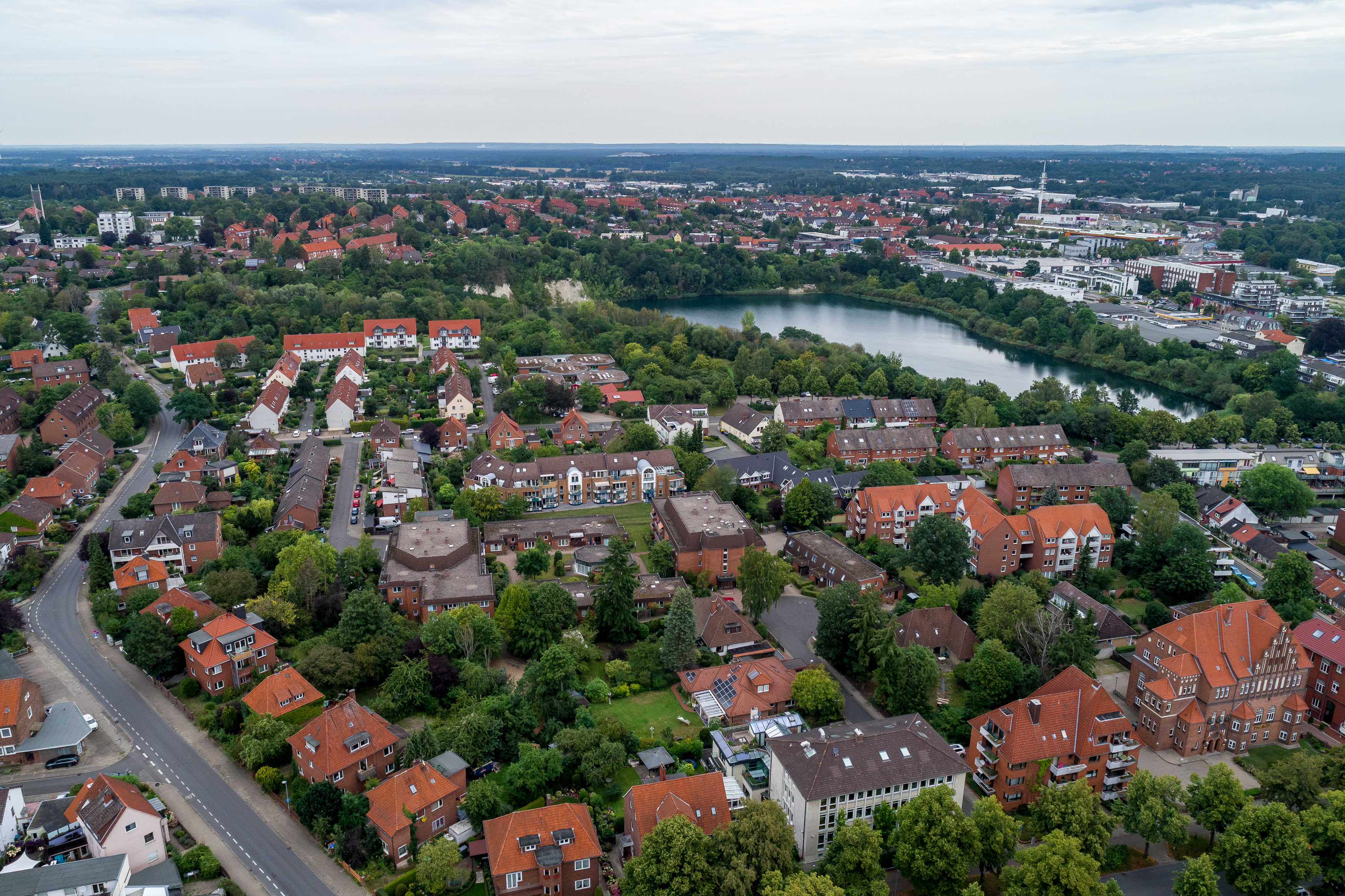
Der Kreideberg-See in Lüneburg.

Die Erhebung des Kreideberges war im Mittelalter ursprünglich eine Heidefläche, welche zur Altstadt hin Gärten der Lüneburger Bürger umfasste. Die Gartenstraße (von 1933–1947 und 1952–2025 Hindenburgstraße) verband so den Mönchsgarten mit Westedts-Garten.
Schon im 14. Jahrhundert wurde hier Kalk für die städtischen Bauvorhaben abgebaut.
Nach der Auflösung des Cyriak-Kirchhofes wurde im Westen des Stadtteils der Michaelisfriedhof angelegt, auf dem die erste Beisetzung wohl 1651 stattfand. Sehenswerte Grabmäler bedeutender Lüneburger Persönlichkeiten sind hier zu finden.
Die erste Bebauung setzte hier Ende des 19. Jahrhunderts bis zum Ersten Weltkrieg zur Stadt gewandt ein, Gartenstraße, Lauenstein- und Julius-Wolf-Straße.
In den Zwanzigern und Dreißigern folgte das Bürgermeister-Viertel am Springintgut.
Der Kalkabbau war zu dieser Zeit schon industrialisiert.
Zur Zeit des Nationalsozialismus war auf dem Kreideberg ein Gauforum mit Paradestraßen und Aufmarschplätzen am Reißbrett geplant, welches aber auf Grund von Materialengpässen nicht verwirklicht wurde.
Als Musterbauprogramm wurde 1961 mit der Umsetzung der Planungen begonnen. Die Siedlung Kreideberg mit kreuzungsfreien Straßen, Turmhäusern, Kirche, Einkaufs- und einem Schulzentrum wurde Mitte der 1970er fertiggestellt.
1975 erwarb die Stadt die Flächen des Kreideberg-Sees und wandelte diesen nach und nach in ein Erholungsgebiet um.

## Wirtschaft und Infrastruktur
Der Stadtteil ist geprägt durch die gleichgenannte Siedlung, mit dem Thorner-Platz als Zentrum. Hier befinden sich mehrere Einkaufsmöglichkeiten, das Schulzentrum und die 1971 erbaute evangelisch-lutherische Paulus-Kirche. Ihr charakteristischer Glockenturm ist im Volksmund als „die Wäscheklammer“ bekannt. Im Westen liegt die Herderschule als Gymnasium. Die Wohnbebauung setzt sich aus einer Mischung aus Einfamilien-, Mehrfamilien- und Hochhäusern zusammen.
Partiell ist der Stadtteil umgeben von Kleingartenanlagen und im Norden vom Ochtmisser Staatsforst.